# Testovací částice
Testovací částice je ve fyzice pojem označující částici, pomocí níž můžeme proměřit fyzikální vlastnosti daného pole v dané fyzikální teorii. Zpravidla uvažujeme, že částice má zanedbatelné rozměry, náboj a další nutné charakteristiky, aby mohl být její vliv na pole jako takové zanedbán.

## Obecná teorie relativitya gravitace obecně
Testovací částicí rozumíme volnou částici zanedbatelného rozměru (dostatečně na to, aby se neprojevily nehomogenity gravitačního pole), zanedbatelné hmotnosti (aby částice neovlivňovala chování okolního časoprostoru) a náboje (aby se neprojevil její vliv na ostatní nabité částice a elektromagnetické pole jako takové).